# کی‌بی‌اس ورلد
کی‌بی‌اس ورلد (انگلیسی: KBS World) سرویس پخش بین‌المللی سامانه سخن‌پراکنی کره است. این شامل کی‌بی‌اس ورلد رادیو، شبکه تلویزیونی کی‌بی‌اس ورلد و کی‌بی‌اس کره است.

## تاریخچه
پخش رادیوی زبان خارجی از کی‌بی‌اس (قبل از اینکه ساختار آن به یک رسانه عمومی در مارس ۱۹۷۳ تبدیل شود) به نام «صدای کرهٔ آزاد» در سال ۱۹۵۳ فعالیت خود را آغاز کرد. در ژوئیه ۱۹۶۸ به‌طور رسمی بخشی از کی‌بی‌اس شد. این ایستگاه در مارس ۱۹۷۳ به رادیو کره و سپس در اوت ۱۹۹۴ به رادیو کره بین‌المللی تغییر نام داد.
در ژوئیه ۲۰۰۳، کی‌بی‌اس ورلد، یک شبکهٔ تلویزیونی بین‌المللی با هدف کره‌ای‌های خارج از کشور فعالیت خود را آغاز کرد. در مارس ۲۰۰۵ رادیو کره بین‌المللی به کی‌بی‌اس ورلد رادیو تبدیل شد. بیشتر برنامه‌ها دارای زیرنویس برای مخاطبی است که برای آن‌ها پخش می‌شود، که به زبان‌هایی همچون انگلیسی، چینی، مالزیایی، ویتنامی و اندونزیایی است.

## سرویس‌ها

### رادیو
کی‌بی‌اس ورلد رادیو تنها پخش تبلیغاتی زبان خارجی کره جنوبی برای کل جهان است. برنامه‌ریزی آن شامل اخبار، فرهنگ، موسیقی، سرگرمی و همچنین درس‌های کره‌ای است.
کی‌بی‌اس ورلد رادیو در حال حاضر به زبان‌های کره‌ای، انگلیسی، ژاپنی، فرانسوی، روسی، ماندارین، اسپانیایی، اندونزیایی، عربی، آلمانی، ویتنامی و کانتونی پخش می‌شود.

### تلویزیون
برنامه‌های تلویزیونی کی‌بی‌اس ورلد از خدمات تلویزیون داخلی کی‌بی‌اس تأمین می‌شود. برنامه‌ها عمدتاً به زبان کره‌ای پخش می‌شود، اما زیرنویس انگلیسی، مالزیایی و چینی نیز ارائه شده‌است.
چهار سرویس سرگرمی عمومی کی‌بی‌اس ورلد وجود دارد که توسط شرکت‌های تابعهٔ کی‌بی‌اس و متناسب با بازارهای خاص اداره می‌شود: نسخهٔ ژاپنی کی‌بی‌اس ورلد، که توسط کی‌بی‌اس ژاپن اداره می‌شود، مخاطبان ژاپنی را هدف قرار می‌دهد. نسخهٔ اندونزیایی کی‌بی‌اس ورلد که توسط اُکِی‌تی‌اِن اداره می‌شود، مخاطبان اندونزیایی را هدف قرار می‌دهد و کی‌بی‌اس آمریکا (به انگلیسی) و کی‌بی‌اس لاتینو (به اسپانیایی) مخاطبان آمریکای شمالی و جنوبی را هدف قرار می‌دهد.
علاوه بر این، کی‌بی‌اس ورلد ۲۴ یک شبکهٔ خبری و مستند است که به‌طور آنلاین و رایگان در دسترس است. در ۱ ژوئیه ۲۰۲۱، این شبکه به نام کی‌بی‌اس کره تغییر نام داد.